# Dancing in the Dark (Sonny Rollins)
Dancing in the Dark è un album in studio del sassofonista jazz statunitense Sonny Rollins, pubblicato nel 1987.

## Tracce
Tutte le tracce sono state composte da Sonny Rollins, eccetto dove indicato.

1. Just Once (Barry Mann, Cynthia Weil) - 3:26
2. O.T.Y.O.G. - 4:41
3. Promise - 6:29
4. Duke of Iron - 4:17
5. Dancing in the Dark (Howard Dietz, Arthur Schwartz) - 7:08
6. I'll String Along with You (Al Dubin, Harry Warren) - 4:44
7. Allison - 7:08
8. Allison [alternate take] - 5:32 (Bonus track CD)

## Formazione
- Sonny Rollins – sassofono tenore
- Clifton Anderson – trombone
- Mark Soskin – piano
- Jerome Harris – basso elettrico, chitarra
- Marvin "Smitty" Smith – batteria